# Bottroper Protokolle
Die Bottroper Protokolle sind eine Zusammenstellung verschiedener Erfahrungsberichte aus der Arbeiterschicht des Ruhrgebiets. Mit dem Tonband aufgenommen und anschließend verschriftlicht, wurden sie 1968 von der deutschen Schriftstellerin Erika Runge im Suhrkamp Verlag veröffentlicht. 1968 wurden die Gespräche zudem als Radioaufnahmen im SWF und NDR ausgestrahlt.

## Inhalt
Wie man aus dem Vorwort, das der Autor Martin Walser verfasste, entnehmen kann, kommen in diesem bedeutenden Werk der Dokumentarliteratur nun auch die bisher übergangenen Arbeiter zu Wort, die „von keiner Partei und von keiner Zeitung vertreten sind“ und „immer noch nach minderem Recht leben“. Insgesamt erzählen acht Arbeiter von den Veränderungen im Ruhrgebiet, die an verschiedene politische und gesellschaftliche Ereignisse wie die Zeit des Nationalsozialismus und die Kohlekrise geknüpft waren. Der Bergbau nimmt dabei eine meist zentrale Rolle ein. Viele der dort lebenden Familien entstammen einer mit dem Bergbau eng verbundenen Historie, die immer noch eine gewisse Abhängigkeit darstellt. Sie sind Teil einer kollektiven Identität, die durch die eigene Tätigkeit im Bergbau oder die ihrer Familienmitglieder geprägt ist.
Die Rezipienten erfahren beispielsweise von dem Betriebsratsvorsitzenden Clemens Kraienhorst, der bereits im jungen Alter angefangen hat, im Bergbau zu arbeiten. Aufgrund seiner politischen Einstellung wurde er während der NS-Zeit verhaftet und musste auch während seiner Inhaftierung im Bergbau schwere Arbeit verrichten. Später führte ihn sein Weg wieder zurück in seine Heimat, wo er bis zu seiner Entlassung im Kohleabbau als Betriebsratsvorsitzender tätig war. Auch seine Ehefrau erzählt von den Erlebnissen, die ihr Leben in dieser Zeit beeinflusst haben.